# Vysokorychlostní trať Peking–Hongkong

Mapa trasy

Vysokorychlostní trať Peking – Hongkong (čínsky znaky zjednodušené 京广深港高速铁路, tradiční 京廣深港高速鐵路) je vysokorychlostní trať, která má spojovat Peking a Hongkong. Do konečné délky 2230 kilometrů zbývá postavit 36 kilometrů z Šen-čenu do Hongkongu, ale už v současné délce se jedná o nejdelší vysokorychlostní trať na světě. Převážnou část trasy vede nová vysokorychlostní trať zhruba rovnoběžně se starší železniční tratí Peking – Kanton.

## Dějiny
Stavba začala v roce 2005 a první úsek Wu-chan – Kanton byl uveden do provozu v prosinci 2009. V prosinci 2011 byl uveden do provozu úsek z Kantonu do Šen-čenu, v září 2012 úsek z Čeng-čou do Wu-chanu a 26. prosince 2012 úsek z Pekingu do Čeng-čou, čímž bylo dokončeno propojení Pekingu s Kantonem. Zbývající úsek z Šen-čenu do Hongkongu by měl být podle plánu otevřen v roce 2015.